# Launaea thalassica
Espèce
Statut de conservation UICN

 CR B1ab(iii)+2ab(iii) : 
En danger critique
Launaea thalassica est une espèce de plantes à fleurs de la famille des Astéracées endémique du Cap-Vert.

## Répartition et habitat
Cette espèce est présente uniquement dans le nord de l'île Brava. On la trouve principalement entre 300 et 500 m d'altitude.